# ングニ棒術

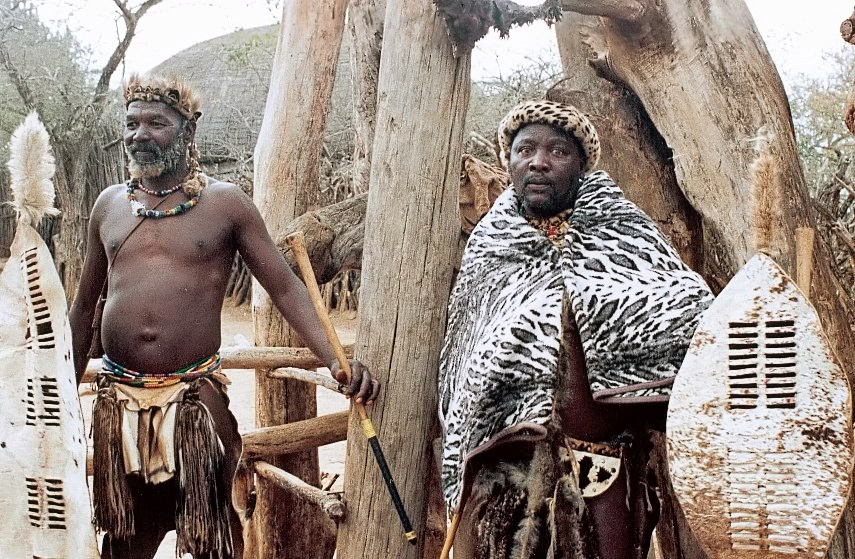
ズールー族の戦士

ングニ棒術（ングニぼうじゅつ）は、南アフリカやエスワティニに住むングニ民族（ズールー族やコサ族等の、ングニ諸語の言語を話す人々の総称）に伝わる棒術。

## 概要
ングニ族は戦争に備えて武術を発達させてきたが、現在の形になったのは19世紀前半のシャカ王の時代と言われる。この時代には軍事力が大きく発達し、ズールー戦争ではイサンドルワナの戦いでイギリス軍を破る活躍を見せた。
少年にとっては年長者と棒術の鍛練をしていく中で部族の一員としての自覚をもち、大人に近付くという大事な物である。テンブ王国（南アフリカにある。ングニ諸語の一つであるコサ語を話す。）出身であるネルソン・マンデラも少年期に学んだという。結婚式等でも行われるという。
近年ではスポーツとして広める動きもあり、アメリカには道場もあるという。
武術家の初見良昭は弟子と共に南アフリカを訪れた際に現地のズールー族とングニ棒術の試合を行い、「戦士」を意味する「ウンタパニアニ」の称号を与えられている。

## 技術

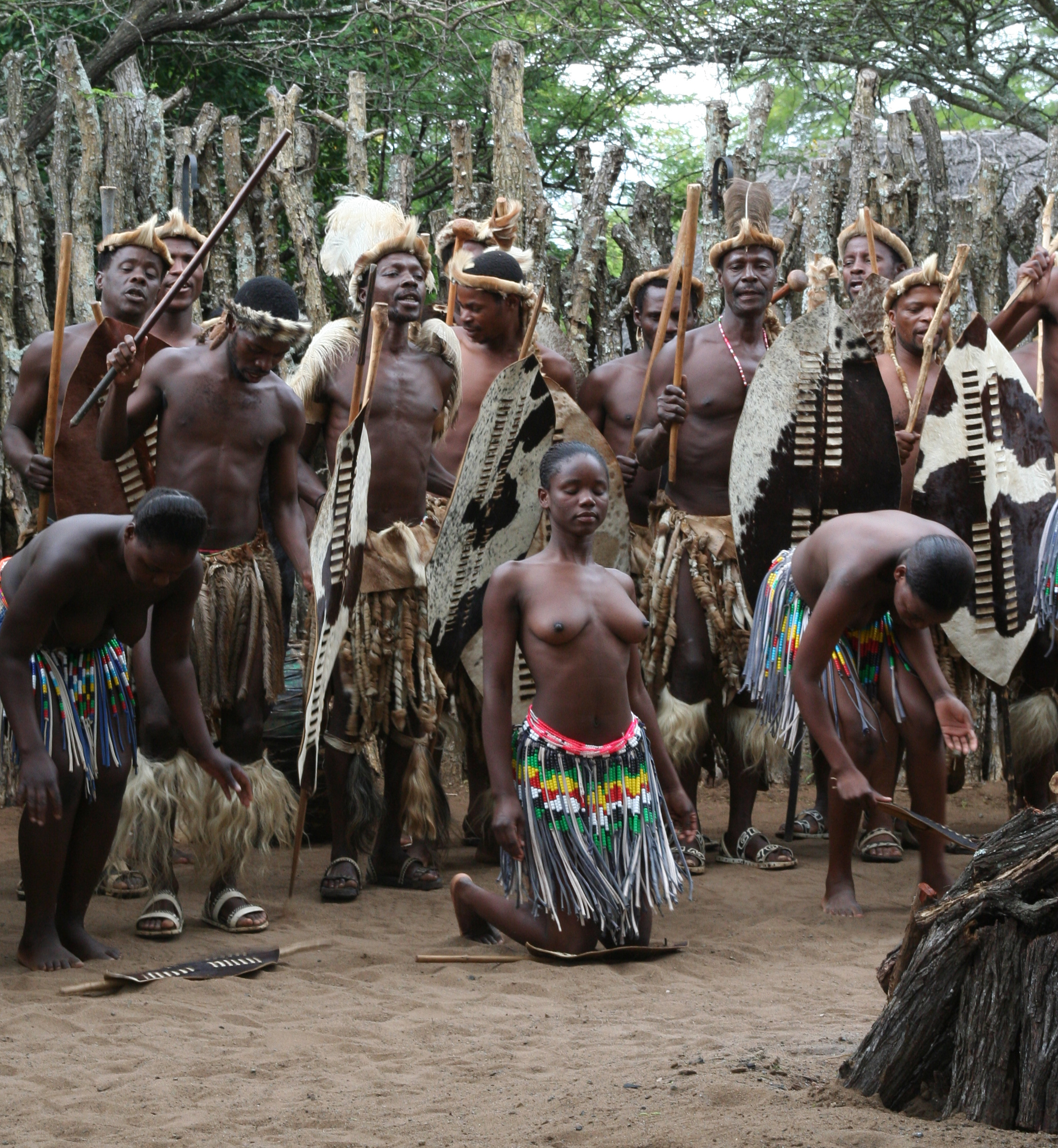
ズールー族の踊り。棒と槍、盾を持っているのが見える。

左手にインドゥーク(induku)という小ぶりの棒とイーハーウ(ihawu,盾)、右手にウーボーコ(ubhoko)という長い棒を持って戦うほか、試合の時には頭に帽子のような防具を被る。槍を持つ場合もある。槍には投げて使うウムコーント(umkhonto)という長槍と、接近戦で使う短めのイークルワ(iklwa)がある。
試合は基本的に一対一で行われ、レフェリーがいる。どちらかが地面に倒れるか、出血するか、降参の意思を示せば勝ちになる。